# John Keble

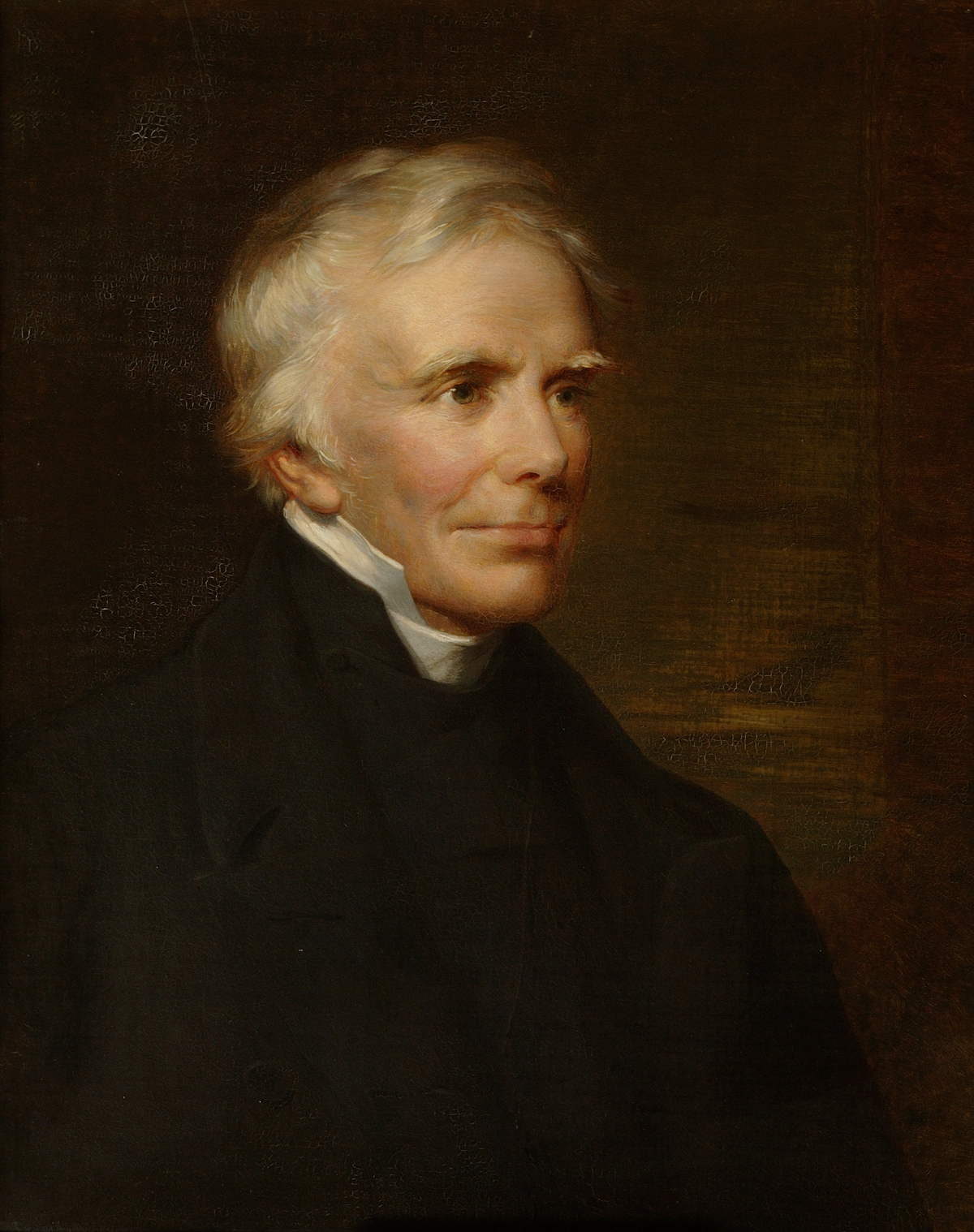
John Keble

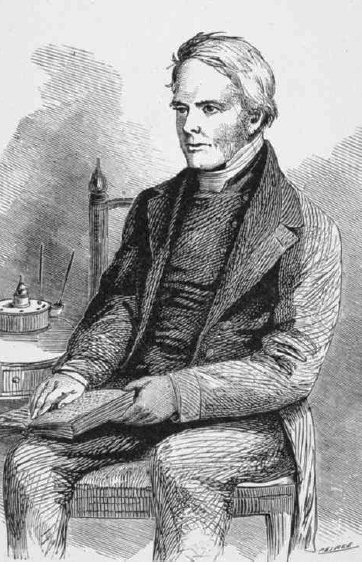
John Keble

Grab von John Keble und Kirche von Hursley

John Keble (* 25. April 1792 in Fairford, Gloucestershire; † 29. März 1866 in Bournemouth, heute in der Zeremoniellen Grafschaft Dorset) war ein anglikanischer Geistlicher und Dichter geistlicher Lieder. Keble College in Oxford wurde 1870 als ein Denkmal für John Keble gegründet.

## Leben
Keble wurde nach dem Studium in Oxford dort zum Fellow am Oriel College. Von 1831 bis 1841 war er Professor of Poetry. 
Kebles 1827 erschienener Gedichtband The Christian Year wurde zu einem der großen Klassiker des 19. Jahrhunderts. Das Buch enthält ein Gedicht zu jedem Sonn- und Feiertag des Kirchenjahrs und war sehr verbreitet. Es machte Keble berühmt. Es gab mehr als hundert Auflagen. 
Kebles Predigt „National Apostasy“, die er am 14. Juli 1833 in Oxford hielt und in der er den sich immer mehr vom Christentum entfernenden Staat hart kritisierte, gilt als Beginn der sogenannten Oxford-Bewegung, die versuchte, die katholische Tradition innerhalb der anglikanischen Kirche wieder zu entdecken.
Weitere wichtige Akteure dieser Bewegung waren John Henry Newman, den Keble bereits 1822 kennengelernt hatte, und Edward Bouverie Pusey.
Keble genoss innerhalb der Gruppe eine besondere Achtung, da er bereits ein etablierter Dichter und Gelehrter war.  
Im Gegensatz zu Newman blieb Keble aber zeit seines Lebens der Church of England treu. Und dies nicht aus Bequemlichkeit, sondern aus echter Überzeugung. Er steht damit für den Flügel der Oxfordbewegung, der sich bewusst als Teil dieser Kirche verstand.
Am 10. Oktober 1835 heiratete Keble Charlotte Clarke. 1836 wurde er Pfarrer in Hursley (Winchester), wo er bis zu seinem Tod 1866 blieb.
Die Church of England gedenkt seiner am 14. Juli.

## Werke
- Christian Year 1827
- Lyra innocentium: thoughts in verse on Christian children, their ways, and their privileges 1846
- Lyra Apostolica 1836 Gedichte der Autoren: John Henry Newman 1801–1890; John William Bowden  1798–1844; Richard Hurrell Froude 1803–1836; John Keble 1792–1866; Robert Isaac Wilberforce 1802–1857; Isaac Williams 1802–1865
- Church matters in MDCCCL Talbot collection of British pamphlets (1850)
- Letters of Spiritual Counsel and Guidance 1870